# Третьяков, Борис Владимирович
Борис Владимирович Третьяков (1947—1979) — советский спортсмен (хоккей на траве и хоккей с мячом). Мастер спорта СССР (1967). Мастер спорта СССР международного класса (1978).

## Карьера
Начал играть в Краснотурьинске в 1960 году в заводской ДЮСШ. Первый тренер – Эдуард Фердинандович Айрих.

### Хоккей на траве
В 1969-78 годах играл в алма-атинском «Динамо».
Выпускник Казахского ГИФКа (1972).
В чемпионате СССР и России провёл 152 игры. Шестикратный чемпион СССР (1972, 1973, 1975—1978), трёхкратный серебряный призёр чемпионата СССР (1970, 1971, 1974).
Четырежды включался в список 22 лучших хоккеистов года (1974—1978).
В сборной СССР в 1977-78 годах провёл 30 игр. Участник чемпионатов Европы 1978 года. Победитель турнира «Дружба-1977». Бронзовый призёр Межконтинентального Кубка 1978 года.

### Хоккей с мячом
В 1967-68 годах выступал за краснотурьинский «Труд».
С 1968 года в Алма-Ате, где выступает за «Динамо». Чемпион СССР 1977 года, пятикратный серебряный (1973, 1975, 1976, 1978, 1979) и двукратный бронзовый (1971, 1974) призёр чемпионата СССР. В чемпионате СССР провел 317 игр.
Обладатель Кубка европейских чемпионов 1978 года.
В 1978 году включался в список 22 лучших хоккеистов сезона.

## Семья
Был женат, двое детей.

## Смерть
Убит в Алма-Ате уголовником.